# Стрешак
Стрешак је насеље у Пољаници, град Врање у Пчињском округу. Заузима крајњи источни део Пољанице, између Крушеве Главе на истоку, Урманице на југу и Градње на западу. На истоку је Солачка Сена из општине Владичин Хан, од које је Стрешак одељен вододелницом реке Ветернице и Јужне Мораве. Од центра Власа удаљено је око 5 км. Према попису из 2022. било је 24 становника (према попису из 1991. било је 174 становника).

## Положај и историја
Село је размештено у изворишном делу потока Станичић, леве притока Крушоглавског потока. Нема добрих прилазних путева. У село се може стићи из Власа преко Градње, најлакше трактором или теренским возилом. По сувом времену прилаз је могућ из правца Владичиног Хана, преко села Јагњило. Изнад самога села, по наведеној вододелници, у Турско време пролазио је пут од Лесковца до Врања. Док је Пољаница била административно везана за Владичин Хан, па и у доба Турака, док су путеви пролазили непосредно поред села, Стрешак је, слично као Крушева Глава, Урманица па и Градња, био у повољнијем положају у односу на остала села Пољанице.
Становници Пољанице сматрали су Стрешак за најстарије село у овом крају. У почетку је било збијеног типа на месту старог селишта, код Стојниног кладанца, а касније су се житељи раселили на данашње локације, тако да је село сада разбијеног типа. Састоји се од две махале: Доњу (Стејине њиве, Цивин рид, Прекладе, Јанчине буке) и Горњу (Луг, Влашке крушке). Најстарије породице су Пeтковци, Кесерци, Калaдзици, Продановци, Ковачевци, Деда Павлови, Соливодици, Николинци, Ранутовчани, Цонинци. Неки су староседеоци, други су досељени из Градње, а трећи са Косова из околине Врања и Владичиног Хана.
У селу, у Лугу, постоји црквиште где се копањем налазе остаци цигли. Изнад села, као и изнад Крушеве Главе, постоје вртачаста удубљења која су, по предању, остаци рудника, мајдана (сељани су га звали „рупник“ па су се зато и Стречани називали „рупници"). Познатији извори су Змијавац, Влашки кладанац, Средорек, Гаџура, Бина ливада, Тупан, Богдановце.
Становништво се бавило пољопривредом, поготово ратарством, сточарством и воћарством. У селу нема много шума, тек по неки забран у близини кућа, али им је богата букова шума са Кукавице била лако доступна, раније и сада. Крајем 20. века почело је исељавање становништва тако да је сада село скоро потпуно испражњено.
Сеоска слава (крсте, литије) је Спасовдан.

## Демографија
У насељу Стрешак живи 115 пунолетних становника, а просечна старост становништва износи 61,5 година (58,8 код мушкараца и 63,9 код жена). У насељу има 55 домаћинстава, а просечан број чланова по домаћинству је 2,16.
Ово насеље је великим делом насељено Србима (према попису из 2002. године), а у последња три пописа, примећен је пад у броју становника.
|  |

| Демографија | Демографија | Демографија |
| Година      | Становника  | Становника  |
| ----------- | ----------- | ----------- |
| 1948.       | 420         |             |
| 1953.       | 436         |             |
| 1961.       | 463         |             |
| 1971.       | 400         |             |
| 1981.       | 296         |             |
| 1991.       | 174         | 173         |
| 2002.       | 119         | 126         |
| 2011.       | 66          |             |

| Етнички састав према попису из 2002.‍ | Етнички састав према попису из 2002.‍ | Етнички састав према попису из 2002.‍ | Етнички састав према попису из 2002.‍ | Етнички састав према попису из 2002.‍ |
| ------------------------------------ | ------------------------------------ | ------------------------------------ | ------------------------------------ | ------------------------------------ |
|                                      |                                      |                                      |                                      |                                      |
| Срби                                 | Срби                                 |                                      | 118                                  | 99,15%                               |
| Румуни                               | Румуни                               |                                      | 1                                    | 0,84%                                |
| непознато                            | непознато                            |                                      | 0                                    | 0,0%                                 |

| Година пописа     | 1948. | 1953. | 1961. | 1971. | 1981. | 1991. | 2002. |
| ----------------- | ----- | ----- | ----- | ----- | ----- | ----- | ----- |
| Број домаћинстава | 73    | 75    | 78    | 80    | 79    | 69    | 55    |

| Број чланова      | 1  | 2  | 3 | 4 | 5 | 6 | 7 | 8 | 9 | 10 и више | Просек |
| ----------------- | -- | -- | - | - | - | - | - | - | - | --------- | ------ |
| Број домаћинстава | 12 | 30 | 9 | 1 | 2 | 1 | 0 | 0 | 0 | 0         | 2,16   |

| Пол    | Укупно | Неожењен/Неудата | Ожењен/Удата | Удовац/Удовица | Разведен/Разведена | Непознато |
| ------ | ------ | ---------------- | ------------ | -------------- | ------------------ | --------- |
| Мушки  | 55     | 7                | 40           | 8              | 0                  | 0         |
| Женски | 60     | 1                | 41           | 16             | 2                  | 0         |
| УКУПНО | 115    | 8                | 81           | 24             | 2                  | 0         |

| Пол    | Укупно                    | Пољопривреда, лов и шумарство | Рибарство                            | Вађење руде и камена | Прерађивачка индустрија       |
| ------ | ------------------------- | ----------------------------- | ------------------------------------ | -------------------- | ----------------------------- |
| Мушки  | 48                        | 47                            | 0                                    | 0                    | 0                             |
| Женски | 41                        | 39                            | 0                                    | 0                    | 2                             |
| УКУПНО | 89                        | 86                            | 0                                    | 0                    | 2                             |
| Пол    | Производња и снабдевање   | Грађевинарство                | Трговина                             | Хотели и ресторани   | Саобраћај, складиштење и везе |
| Мушки  | 0                         | 1                             | 0                                    | 0                    | 0                             |
| Женски | 0                         | 0                             | 0                                    | 0                    | 0                             |
| УКУПНО | 0                         | 1                             | 0                                    | 0                    | 0                             |
| Пол    | Финансијско посредовање   | Некретнине                    | Државна управа и одбрана             | Образовање           | Здравствени и социјални рад   |
| Мушки  | 0                         | 0                             | 0                                    | 0                    | 0                             |
| Женски | 0                         | 0                             | 0                                    | 0                    | 0                             |
| УКУПНО | 0                         | 0                             | 0                                    | 0                    | 0                             |
| Пол    | Остале услужне активности | Приватна домаћинства          | Екстериторијалне организације и тела | Непознато            | Непознато                     |
| Мушки  | 0                         | 0                             | 0                                    | 0                    | 0                             |
| Женски | 0                         | 0                             | 0                                    | 0                    | 0                             |
| УКУПНО | 0                         | 0                             | 0                                    | 0                    | 0                             |